# William E. Stevenson
William Erskine Stevenson  (* 18. März 1820 in Warren, Warren County, Pennsylvania; † 29. November 1883 in Parkersburg, West Virginia) war ein US-amerikanischer Politiker und von 1869 bis 1871 der dritte Gouverneur des Bundesstaates West Virginia.

## Frühe Jahre und politischer Aufstieg
Stevenson wuchs in Pennsylvania auf und wurde im Jahr 1856 in das dortige Repräsentantenhaus gewählt. Nachdem er eine Farm im Wood County in Virginia gekauft hatte, verlegte er seinen Wohnsitz dorthin. Stevenson war ein Gegner der Sklaverei und Anhänger der Republikanischen Partei. Im Mai 1860 war er Delegierter zur Republican National Convention, auf der Abraham Lincoln als Präsidentschaftskandidat nominiert wurde. In Virginia galt er unterdessen als Verräter und wurde mit Haftbefehl gesucht. In den folgenden Jahren war er an den politischen Vorgängen im Zusammenhang mit der Abspaltung bzw. Gründung des Staates West Virginia beteiligt. Im Jahr 1861 war er Delegierter auf der verfassungsgebenden Versammlung des neuen Staates und von 1863 bis 1868 saß er im Senat von West Virginia. Im Jahr 1868 wurde er als Republikaner zum neuen Gouverneur des Staates gewählt.

## Gouverneur von West Virginia
Stevenson trat seine zweijährige Amtszeit am 4. März 1869 an. In dieser Zeit setzte er sich für die bessere Versorgung der Bürgerkriegsopfer und deren Familien ein. Gouverneur Stevenson unterstützte auch den Anspruch der schwarzen Bevölkerung auf gleiche Schulbildung und förderte den Ausbau der Infrastruktur und der Industrie. Er unterstützte die Einwanderung nach West Virginia und hob das von Gouverneur Arthur I. Boreman erlassene Verbot des Wahlrechts für ehemalige Anhänger der Konföderation wieder auf. Genau dieses sollte ihn 1870 seine Wiederwahl kosten. Diese Gruppe bestand größtenteils aus den Anhängern der Demokratischen Partei; sie wählten Stevenson folglich ab. Bis 1896 sollte kein Republikaner mehr Gouverneur von West Virginia werden.

## Weiterer Lebenslauf
Nach Ablauf seiner Amtszeit im März 1871 wurde er Mitherausgeber einer Zeitung namens „Parkersburg State Journal“. Außerdem war er Leiter der West Virginia Oil Land Company. William Stevenson starb im Jahr 1883. Er war mit Sara Clothworthy verheiratet, mit der er zwei Kinder hatte.